# گرندلج (میشیگان)
گرندلج، میشیگان (به انگلیسی: Grand Ledge, Michigan) یک شهر در ایالات متحده آمریکا با جمعیت ۷٬۷۸۶ نفر است که در میشیگان واقع شده‌است.

## موقعیت جغرافیایی
موقعیت جغرافیایی شهرها و مناطق اطراف به شرح زیر است: